# Bode
Die Bode ist ein 176 km langer, westlicher und linker Zufluss der Saale in Sachsen-Anhalt. Sie entspringt mit zwei Quellflüssen im Harz, fließt im Landkreis Harz, Landkreis Börde und Salzlandkreis und mündet bei Nienburg.

## Geografie

### Verlauf

#### Quellgebiet und -flüsse

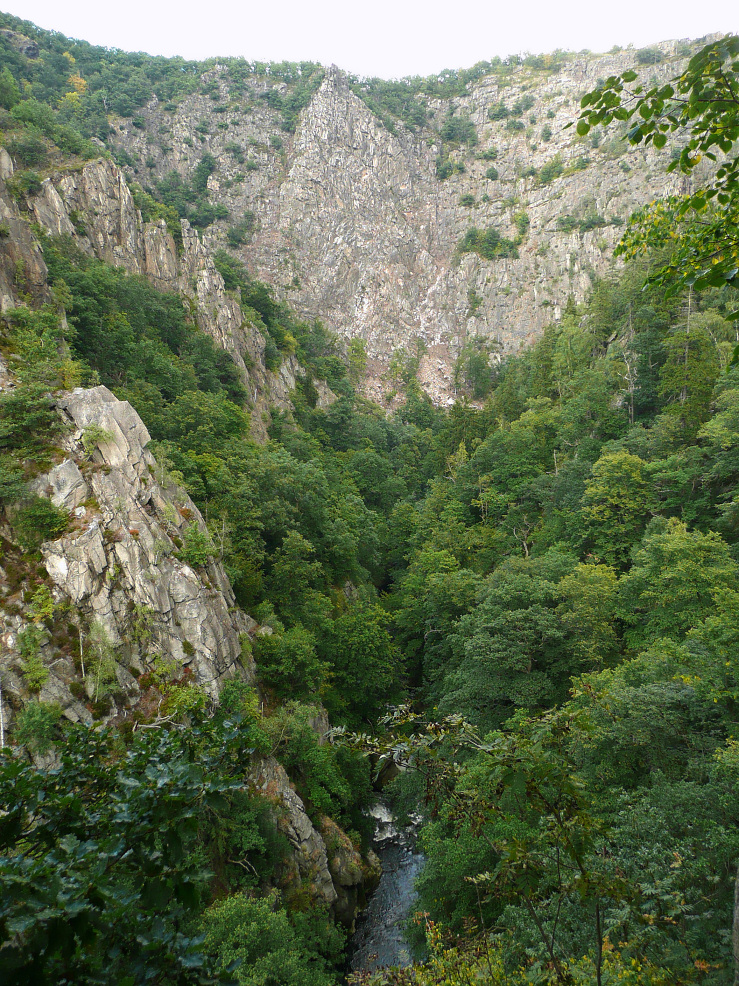
Schlucht des Bodetals: Prinzensicht

Die beiden Quellflüsse der Bode, Kalte und Warme Bode, entspringen im Landkreis Goslar und Harz im Hochharz. Sie entwässern ein Gebiet südlich des Brockens (1141,2 m ü. NHN), des höchsten Harzberges:
- Die kürzere, linksseitige Kalte Bode (18 km lang)[2] entspringt im Naturpark Harz/Sachsen-Anhalt (wenige Meter östlich der Grenze zum Nationalpark Harz) südwestlich unterhalb des Königsbergs (1033,5 m) auf dem Brockenfeld am Bodesprung auf 860 m Höhe. Sie fließt durch Schierke und Elend sowie durch die Mandelholztalsperre (knapp 460 m) nach Königshütte.
- Die längere, rechtsseitige Warme Bode (26 km lang)[2] hat ihr Quellgebiet innerhalb des Nationalparks Harz im Bodebruch, das zum Brockenfeld gehört. Sie entsteht aus den Quellbächen Große Bode (links), der auch auf dem Brockenfeld entspringt, und Kleine Bode (rechts), dessen Quelle auf dem Osthang der Achtermannshöhe (925 m) liegt. Beide vereinigen sich nordwestlich oberhalb der Kernstadt von Braunlage auf etwa 630 m zur Warmen Bode, die kurz darauf vom Nationalpark in den Naturpark übertritt. Unterhalb von Braunlage fließt sie durch Sorge und Tanne nach Königshütte.

Die Kalte Bode vereinigt sich mit der rund 2 °C wärmeren Warmen Bode am südlichen Ortsrand von Königshütte unmittelbar vor der Stauwurzel der Talsperre Königshütte (423,25 m) auf 423,6 m Höhe zur Bode.

#### Oberlauf
Die Bode bildet das größte Talsystem innerhalb des Harzes und verläuft in windungsreichem Tal ostwärts durch die welligen Hochflächen des Unterharzes. Sie durchfließt anfangs die Talsperre Königshütte und passiert danach Susenburg und Hahnenkopf, die zum danach durchflossenen Rübeland gehören. Dies gilt auch für die anschließend durchflossenen Ortschaften Kreuztal und Neuwerk. Hiernach fließt die Bode durch die unmittelbar unterhalb der Rappbode-Talsperre (423,6 m) liegende Talsperre Wendefurth (351,9 m). Bei Unterqueren der Bundesstraße 81 verläuft sie durch Wendefurth und anschließend durch Altenbrak nach Treseburg, wo rechtsseitig die Luppbode einmündet.
Auf den letzten etwa 10 km innerhalb des Gebirges windet sich die Bode zwischen Treseburg und Thale nordostwärts durch ein Engtal, das eigentliche Bodetal, dessen unterster Abschnitt die tiefste außeralpine Felsschlucht Deutschlands darstellt. Dieser Talabschnitt ist als Naturschutzgebiet Bodetal ausgewiesen. Dabei unterquert die Bode zwischen dem westlichen Roßtrappenberg (438,7 m) mit der Roßtrappe und dem östlichen Hexentanzplatz (457,7 m) die Jungfernbrücke (ca. 200 m). Kurz darauf verlässt sie den Harz bei Thale.

#### Mittellauf
Fortan durchfließt die Bode in teils geschwungenem, teils eingedämmtem und begradigtem Lauf das Harzvorland. Dabei passiert sie, nordostwärts verlaufend, Neinstedt, wo sie die Teufelsmauer auf etwa 135 m Höhe durchschneidet, und Weddersleben und fließt durch Quedlinburg, wo sie den Naturpark Harz/Sachsen-Anhalt verlässt. Nach Passieren von Ditfurt und Wedderstedt mündet nahe Hedersleben rechtsseitig auf 98,7 m Höhe die Selke ein. Anschließend fließt die Bode nordwestwärts, wobei sie Rodersdorf, Wegeleben und Adersleben passiert. Fortan nordwärts gerichtet passiert sie Deesdorf, wonach sie in den Landkreis Börde übertritt, Gröningen mit dessen Stadtteil Kloster Gröningen und nimmt kurz darauf die linksseitige Holtemme auf. Hiernach verläuft der Fluss durch Krottorf und passiert Hordorf.

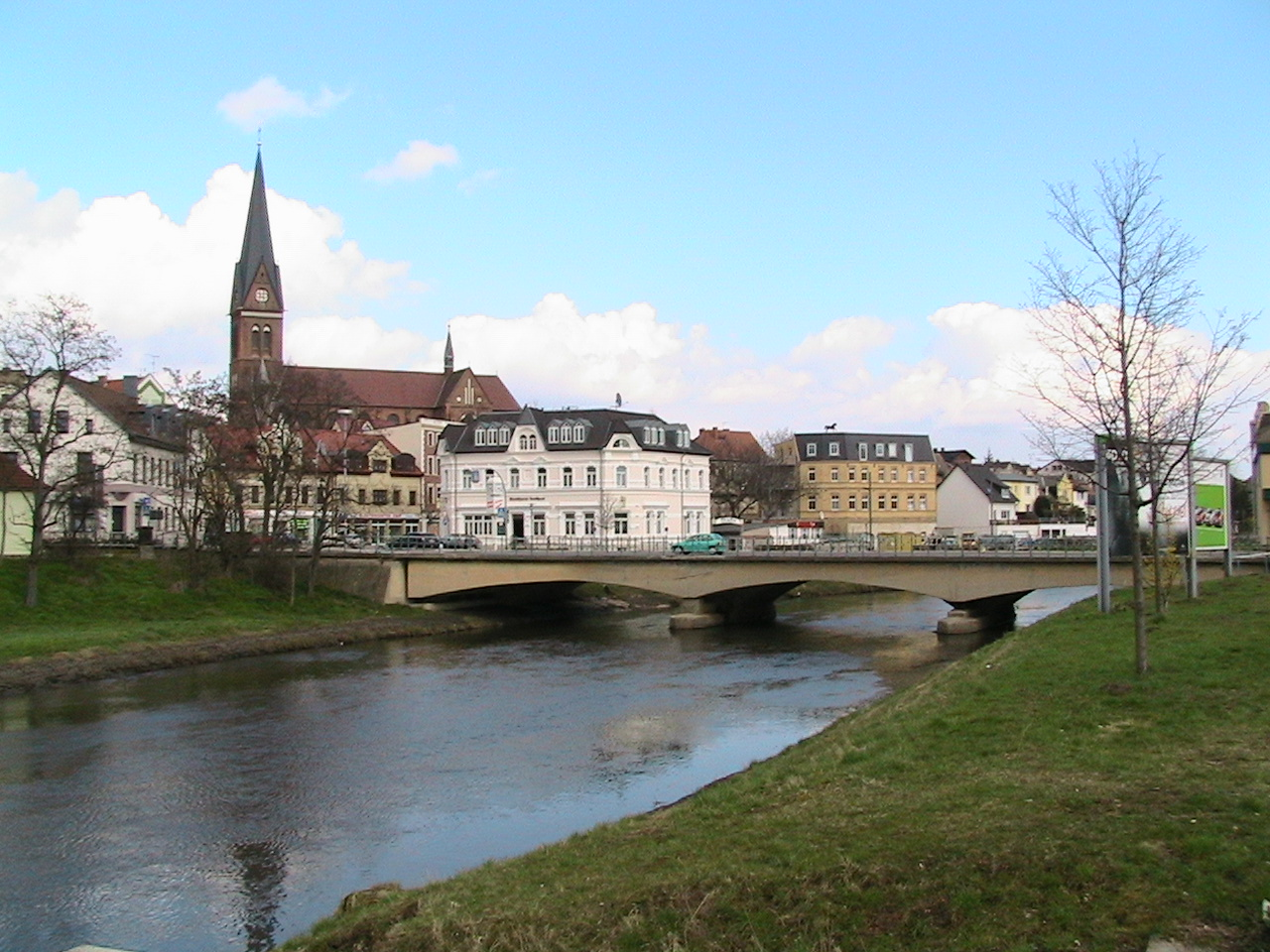
Blick auf die Bodebrücke in Staßfurt

#### Unterlauf

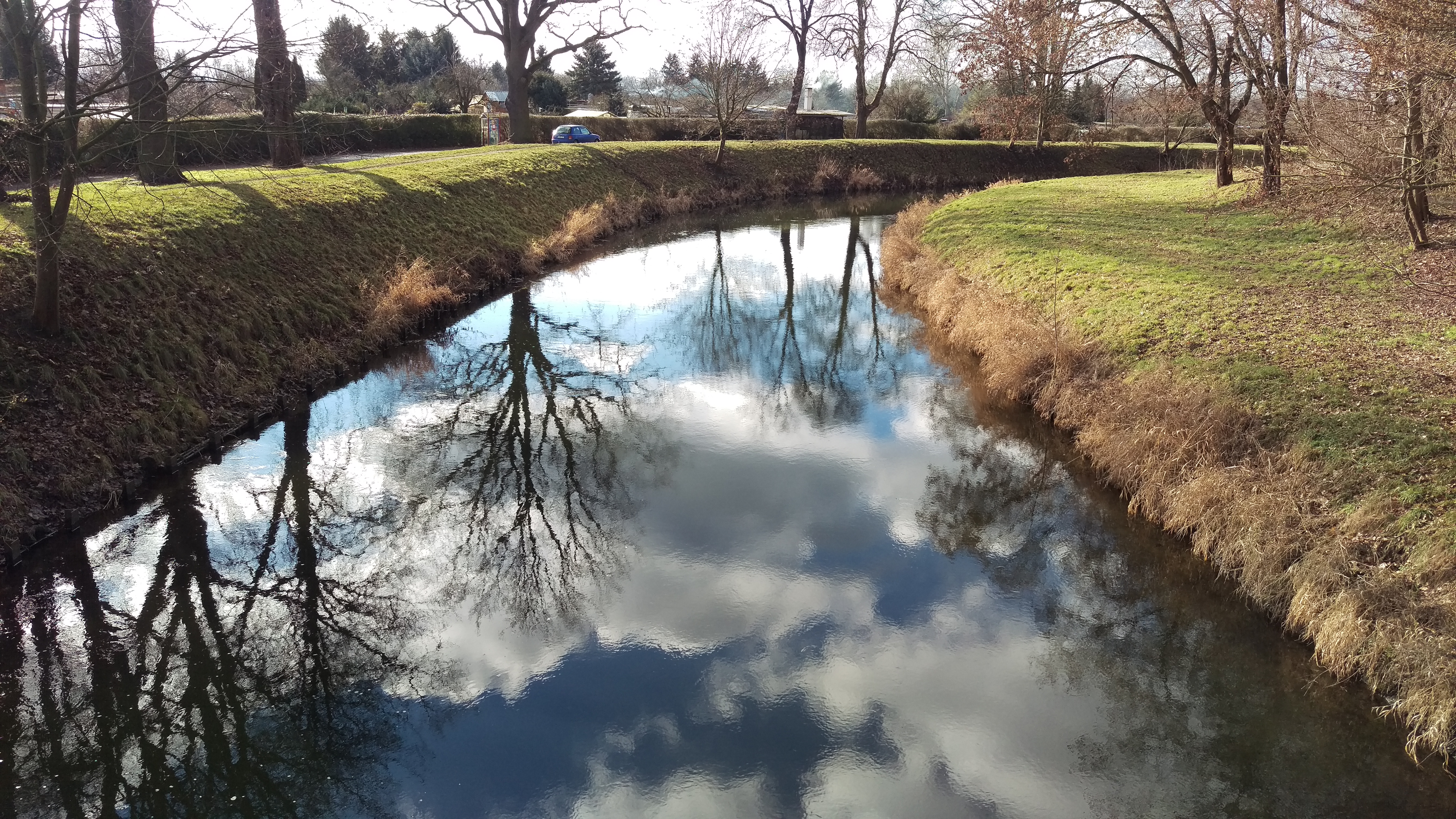
Die Bode in Oschersleben

Dann knickt die Bode kurz nach einer auf 79,7 m Höhe liegenden Stelle und unmittelbar vor Oschersleben nach Ostsüdosten ab und nimmt nahe Andersleben den Unterlauf des Großen Grabens auf – den Lehnertsgraben. Dann passiert sie Hadmersleben, Klein Oschersleben und Groß Germersleben. Fortan südostwärts gerichtet fließt die Bode im Salzlandkreis an Etgersleben, Egeln, Wolmirsleben, Unseburg, Athensleben, Löderburg und Hecklingen vorbei nach Staßfurt. Dann verläuft sie ostwärts vorbei an Hohenerxleben und Löbnitz, dann durch Neugattersleben und vorbei an Strenzfeld und Altenburg.

#### Mündung
Schließlich umfließt die Bode Nienburg im Süden und Osten, um dann unmittelbar östlich der Ortschaft und kurz nach Unterqueren der Kreisstraße 73 (im Abschnitt Nienburg–Waldfrieden) auf 56 m Höhe in den dort etwa von Süden heran fließenden Elbe-Zufluss Saale zu münden.
Siehe auch: Abschnitt Verlaufsgeschichte

### Einzugsgebiet und Nebenflüsse
Das Einzugsgebiet der Bode ist etwa 3000 km² groß. Wichtige Nebenflüsse innerhalb des Harzes sind die Rappbode und die Luppbode. Die Rappbode wird bei Wendefurth durch die Rappbode-Talsperre gestaut. Am Nordende dieser Talsperre vereinigt sich die Rappbode mit der Bode, die hier in der Talsperre Wendefurth gestaut ist. Weitere Zuflüsse sind der Goldbach, die Holtemme und, als größter, die Selke.
Liste einer Auswahl von Zuflüssen und  Seen vom Zusammenfluss der Oberläufe bis zur Mündung:
- Kalte Bode, linker Oberlauf
- Warme Bode, rechter Oberlauf
- Durchfließt die Talsperre Königshütte
- Papenbach, von links in die Talsperre Königshütte bei Königshütte
- Durchfließt die Talsperre Wendefurth
- Rappbode, von rechts aus der Rappbode-Talsperre in die Talsperre Wendefurth bei Wendefurth
- Luppbode, von rechts bei Treseburg
- Wurmbach, von rechts bei Neinstedt
- Jordansbach, von links
- → (Abgang des linken Teilungslaufs Mühlengraben Quedlinberg), nach links vor Quedlinburg
- Quarmbach, von rechts vor Quedlinburg
- Bicklingsbach, von rechts in Quedlinburg
- Sülze, von links in den Mühlengraben Quedlinberg vor Ditfurt
- Passiert den zwischen Mühlengraben Quedlinberg links und Bode rechts liegenden Ditfurter See
- ← (Rücklauf des linken Teilungslaufs Mühlengraben Quedlinberg), von links bei Ditfurt
- Selke, von rechts nahe Hedersleben
- Goldbach, von links bei Wegeleben
- Passiert den Gröninger See, links
- Holtemme, von links bei der Kuckucksmühle vor Krottorf
- Limbach, von links bei Krottorf
- Großer Graben, von links nach Oschersleben
- Geesgraben, von links nahe Andersleben
- Sarre, von links bei Groß Germersleben
- Bisdorfer Röthe, von links gegenüber von Unseburg
- Ehle, von rechts gegenüber Rothenförde
- → (Abgang des rechten Teilungslaufs Mühlengraben Staßfurt), nach rechts bei Staßfurt
- Beek, von rechts in den Mühlengraben Staßfurt bei Staßfurt
- ← (Rücklauf des rechten Teilungslaufs Mühlengraben Staßfurt), von rechts in Staßfurt
- Liethe, von rechts am Ortsende von Staßfurt

### Wasserfälle
Die natürlichen Wasserfälle im Harz sind nicht hoch. Im Oberen Bodefall stürzt die Große Bode über kleine Fallstufen von etwa 1 m Höhe, und etwas unterhalb davon fließt die Warme Bode, nach dem Zusammenfluss von Großer Bode und Kleiner Bode zur Warmen Bode, über die etwa gleich hohe Fallstufe des Unteren Bodefalls. Der Bodekessel im Bodetal ist eine ehemalige Stufe in grandioser Schlucht, die 1798 durch Sprengung von ehemals 2 m Höhe auf 1 m erniedrigt wurde. Der vierte Wasserfall liegt im Kästental.

## Galerie

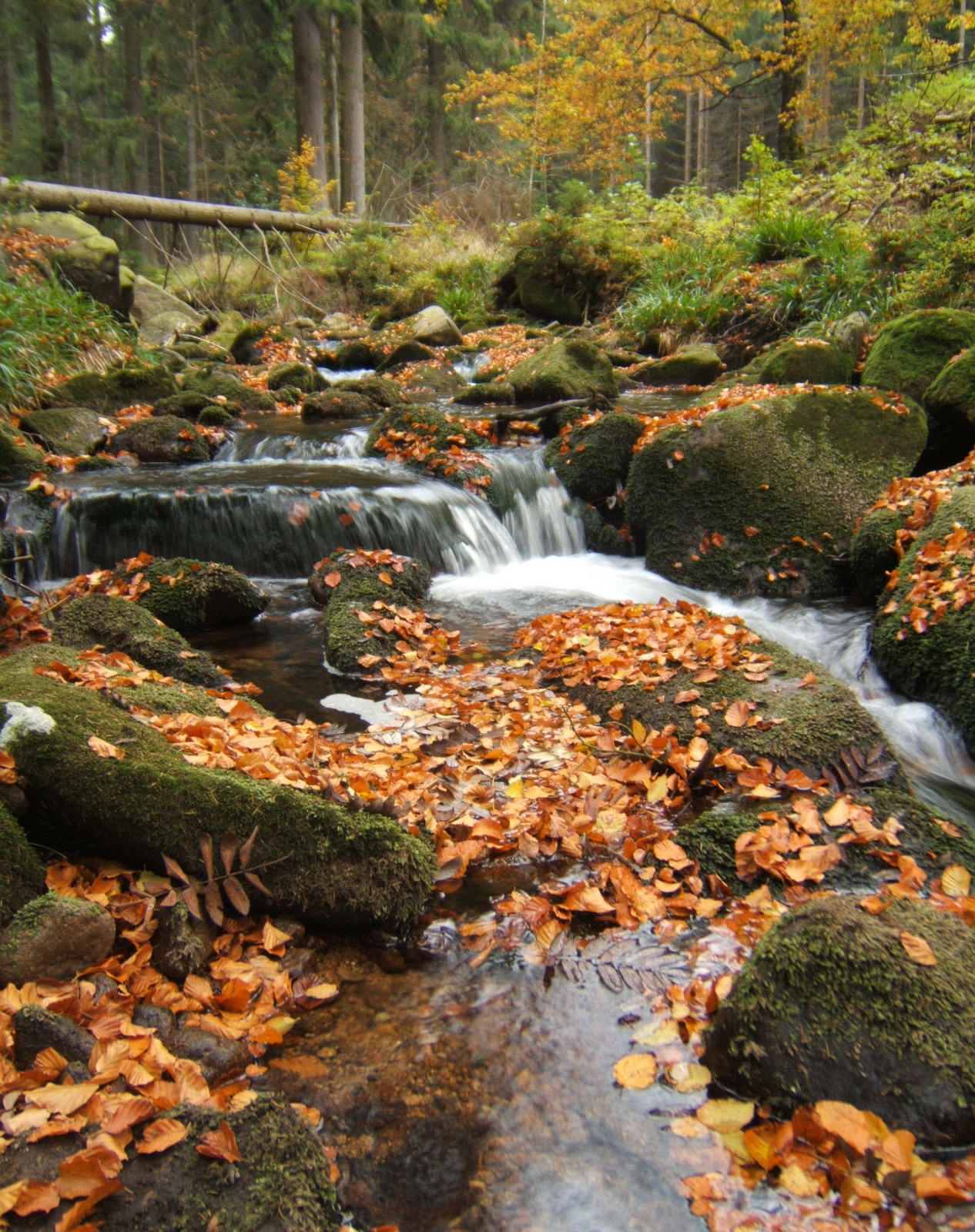
Die Große Bode (Quellbach der Warmen Bode) oberhalb Braunlage
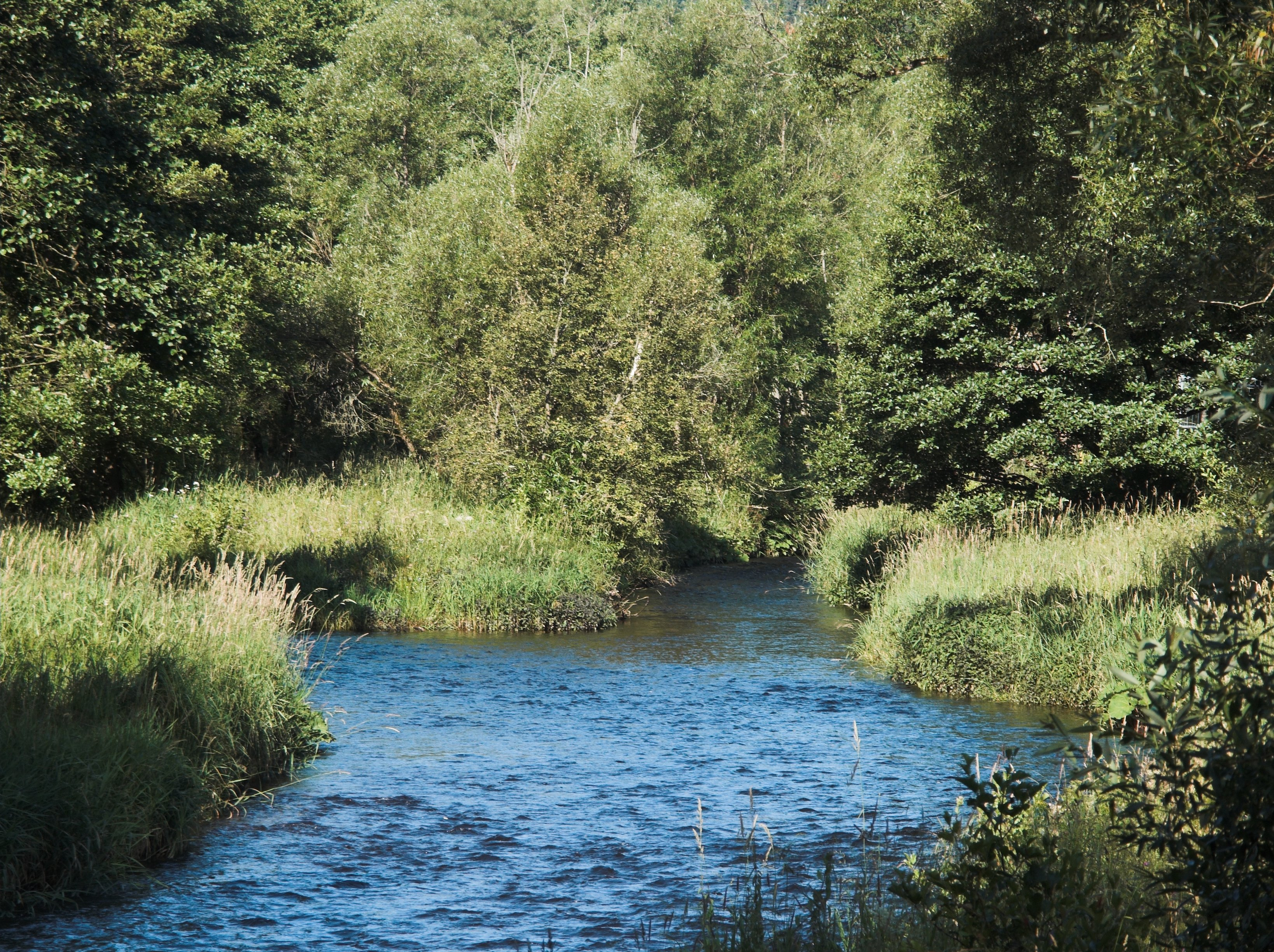
Zusammenfluss der Warmen (links) und der Kalten Bode (rechts) bei Königshütte
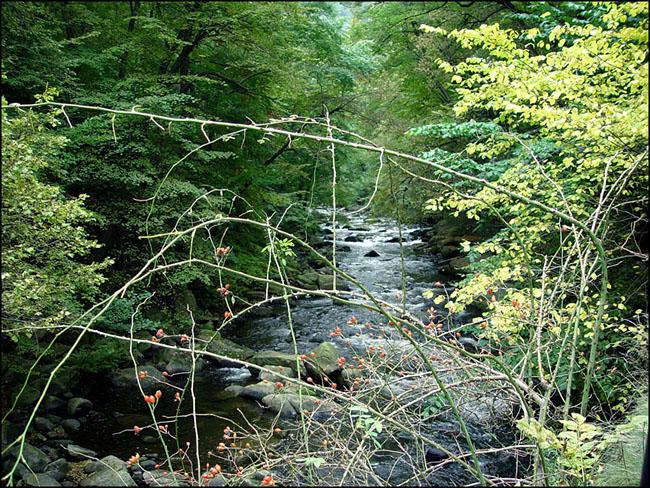
Das Bodetal vom Eingang Treseburg zum Naturschutzgebiet Bodetal

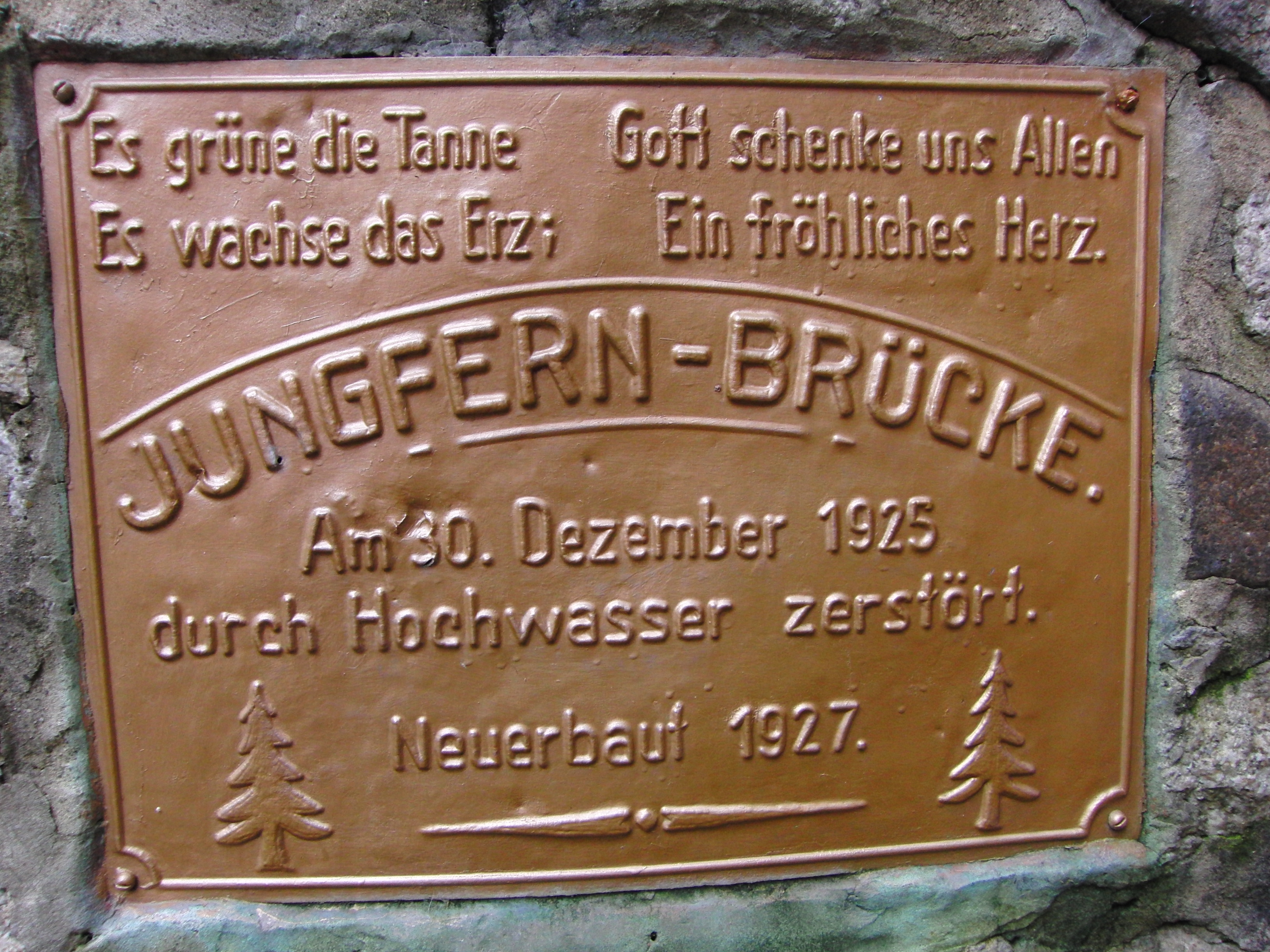
Tafel an der Jungfernbrücke

## Hydrologische Aspekte
Verheerende Hochwasser der Bode sind für die Jahre 1539, 1667, 1730, 1740, 1772 und besonders von Weihnachten 1925 überliefert. Erst durch die Fertigstellung der Rappbodetalsperre 1959 konnte die Hochwassergefahr gebannt werden. Die Wassermenge der Bode kann stark variieren: Während des Silvesterhochwassers von 1925 wurde ein Abfluss von 350 m³/s festgestellt, wobei die Jungfernbrücke zerstört wurde. Im darauf folgenden Sommer 1926 waren es nur 0,35 m³/s. Ein weiteres verheerendes Hochwasser gab es nach starken Regenfällen im April 1994. Dabei standen weite Flächen entlang des Bodelaufes, trotz des großen Talsperrensystems, unter Wasser.

## Gewässerqualität

### Allgemeine Bewertung
Die Überwachung der Gewässergüte und die Gewässerentwicklung im Rahmen der Europäischen Wasserrahmenrichtlinie obliegt dem Landesbetrieb für Hochwasserschutz und Wasserwirtschaft Sachsen-Anhalt, der zuletzt 2013 einen Gewässerbericht mit tabellarischem und Kartenteil sowie mit Datenblättern zu den Oberflächenwasserkörpern veröffentlicht hat.
Die Bode wird für die Bewertung in acht Oberflächenwasserkörper eingeteilt (SAL17OW01 bis 06 sowie SAL19OW01 und 02). Trotz überwiegend natürlicher Struktur im Oberlauf wird insgesamt der ökologische Zustand des Flusses bis Staßfurt überwiegend als „mäßig“ bis „unbefriedigend“ und unterhalb Staßfurts als „schlecht“ bewertet. Der chemische Zustand wird in den Datenblättern der Wasserkörper durchweg als „nicht gut“ angegeben.

### Ökotoxische Aspekte
Durch die Einleitung von Produktionsabwasser aus dem Sodawerk Staßfurt kann es zu Fischsterben in der Bode kommen.
Nach einem Stromausfall im Sodawerk im November 2018 wurden Ermittlungen durch die Polizei aufgenommen. Auch nach einem Fischsterben im August 2019 ermittelt die Staatsanwaltschaft. Da „die untere Bode durch zahlreiche Stauanlagen und den industriellen Abwassereinleiter Sodawerk Stassfurt geprägt“ ist, soll die schlechte Wasserqualität mit einem neuen Bewirtschaftungsplan (2022–2027) verbessert werden.
Historisch lässt sich das Vorhaben, die Wasserqualität bei Stassfurt zu verbessern, bis in das Jahr 1875 zurückverfolgen.

## Talsperren der Bode
Siehe auch: Talsperren im Harz
Im Einzugsgebiet (ca. 3000 km²) der Bode liegt das größte Talsperrensystem des Harzes. Die Teil-Einzugsgebiete betragen für die Talsperre Wendefurth 309,20 km², für die Rappbodevorsperre und die Rappbodetalsperre 269,00 km² und für die Talsperre Königshütte 154,2 km². Die Mandelholztalsperre staut das Wasser der Kalten Bode.

## Geschichte und Kultur

### Verlaufsgeschichte
Mit hoher Wahrscheinlichkeit ist die voreiszeitliche Bode von Thale aus nach Norden geflossen und über Westerhausen und das heutige Trockental südöstlich von Langenstein in den Bereich der Halberstädter Ebene eingetreten. Durch das Eintreffen von Eis am Nordrand des Harzes wurde die Bode bei Thale in die Richtung des heutigen Flusslaufs nach Osten umgelenkt.
Im Frühmittelalter bildete die Bode den Grenzfluss zwischen dem Harzgau im Westen und dem Schwabengau im Osten. Die beiden wichtigsten Bode-Übergänge in dieser Zeit waren die in den Fuldauer Annalen mehrfach genannten Orte Ditfurt und Gröningen.

### Namensherkunft
Der Name ist seit der ersten urkundlichen Erwägung als Buda (775) in vielen Formen überliefert. Neben der heutigen Namensform Bode gab es vor allem die Form Bada, beide auch mit der akkusativischen Endung -am. Seit 1334 ist nur noch der Name Bode belegt. Der Name wird auf das germanische *Bauþō (taub, stumm) zurückgeführt (vgl. gotisch bauþs, bauþa). Der Lautwechsel vom ingwäonischem o und a in den alten Urkunden geht auf ein altfriesisches au zurück.

### Sage über die Entstehung des Namens
Der Überlieferung nach soll sich der Name von folgender Sage ableiten: Von Thüringen kommend verfolgte einst der Riese Bodo die schöne Königstochter Brunhilde, die er gegen ihren Willen heiraten wollte. Brunhilde entfloh auf einem weißen Ross, jedoch tat sich plötzlich vor ihr ein tiefer Abgrund auf. Sie setzte mit einem kühnen Sprung zum jenseitigen Felsen über, der Verfolger stürzte jedoch in die Tiefe. Der Hufabdruck des Pferdes ist noch heute an der sogenannten Roßtrappe zu sehen. Der Riese Bodo wurde in einen Hund verwandelt. Bei dem Sprung verlor die Prinzessin ihre goldene Krone, die von dem Hund Bodo auf dem Grund des Flusses bewacht wird. Nach dem verzauberten Riesen Bodo erhielt der Fluss den Namen Bode.

### Literarische Rezeption
Das Bodetal und seine Ortschaften sind der Hauptschauplatz von Theodor Fontanes Roman Cécile.

„Die düstere Schöne, die Bode, empfing mich nicht so gnädig, und als ich sie im schmiededunkeln Rübeland zuerst erblickte, schien sie gar mürrisch und verhüllte sich in einen silbergrauen Regenschleier: aber mit rascher Liebe warf sie ihn ab, als ich auf die Höhe der Roßtrappe gelangte, ihr Antlitz leuchtete mir entgegen in sonnigster Pracht, aus allen Zügen hauchte eine kolossale Zärtlichkeit, und aus der bezwungenen Felsenbrust drang es hervor wie Sehnsuchtseufzer und schmelzende Laute der Wehmut.“